# بايموغو
بلدية بايموغو (بالإسبانية: Paymogo) هي بلدية تقع في مقاطعة ولبة التابعة لمنطقة أندلوسيا جنوب إسبانيا.

## الديموغرافيا
بلغ عدد سكان بلدية بايموغو 1.308 نسمة عام 2011 (وفقاً للمعهد الوطني الإسباني للإحصاء).
| 1.294 | 1.235 | 1.290 | 1.290 | 1.292 | 1.318 | 1.308 |